# National Football League 2003
La stagione NFL 2003 fu la 84ª stagione sportiva della National Football League, la massima lega professionistica statunitense di football americano. La finale del campionato, il Super Bowl XXXVIII, si disputò il 1º febbraio 2004 al Reliant Stadium di Houston, in Texas e si concluse con la vittoria dei New England Patriots sui Carolina Panthers per 32 a 29. La stagione iniziò il 4 settembre 2003 e si concluse con il Pro Bowl 2004 che si tenne l'8 febbraio 2004 a Honolulu.

## Modifiche alle regole
Durante la stagione venne introdotta la seguente modifica al regolamento:
- Venne stabilito che se negli ultimi 5 minuti di gioco un onside kick non percorre le 10 iarde regolamentari, esce dal campo o è toccato illegalmente, la squadra ricevente può avere l'immediato possesso del pallone. In precedenza la squadra che aveva effettuato il calcio veniva penalizzata, ma aveva un altro tentativo di calcio.

## Stagione regolare
La stagione regolare iniziò il 4 settembre e terminò il 28 dicembre 2003, si svolse in 17 giornate durante le quali ogni squadra disputò 16 partite secondo le regole del calendario della NFL.
Gli accoppiamenti Intraconference e Interconference tra Division furono i seguenti
| Intraconference                                                                                                 | Interconference                                                                                                 |
| --- | --- |
| - AFC East contro AFC South - AFC North contro AFC West - NFC East contro NFC South - NFC North contro NFC West | - AFC East contro NFC East - AFC North contro NFC West - AFC South contro NFC South - AFC West contro NFC North |

### Risultati della stagione regolare
- V = Vittorie, S = Sconfitte, P = Pareggi, PCT = Percentuale di vittorie, PF = Punti Fatti, PS = Punti Subiti
- La qualificazione ai play-off è indicata in verde (tra parentesi il seed)

| AFC East                 |    |    |   |     |     |     |
| Squadra                  | V  | S  | P | PCT | PF  | PS  |
| (1) New England Patriots | 14 | 2  | 0 | 875 | 348 | 238 |
| Miami Dolphins           | 10 | 6  | 0 | 625 | 311 | 261 |
| Buffalo Bills            | 6  | 10 | 0 | 375 | 243 | 279 |
| New York Jets            | 6  | 10 | 0 | 375 | 283 | 299 |

| NFC East                |    |    |   |     |     |     |
| Squadra                 | V  | S  | P | PCT | PF  | PS  |
| (1) Philadelphia Eagles | 12 | 4  | 0 | 750 | 374 | 287 |
| (6) Dallas Cowboys      | 10 | 6  | 0 | 625 | 289 | 260 |
| Washington Redskins     | 5  | 11 | 0 | 313 | 287 | 372 |
| New York Giants         | 4  | 12 | 0 | 250 | 243 | 387 |

| AFC North            |    |    |   |     |     |     |
| Squadra              | V  | S  | P | PCT | PF  | PS  |
| (4) Baltimore Ravens | 10 | 6  | 0 | 625 | 391 | 281 |
| Cincinnati Bengals   | 8  | 8  | 0 | 500 | 346 | 384 |
| Pittsburgh Steelers  | 6  | 10 | 0 | 375 | 300 | 327 |
| Cleveland Browns     | 5  | 11 | 0 | 313 | 254 | 322 |

| NFC North             |    |    |   |     |     |     |
| Squadra               | V  | S  | P | PCT | PF  | PS  |
| (4) Green Bay Packers | 10 | 6  | 0 | 625 | 442 | 307 |
| Minnesota Vikings     | 9  | 7  | 0 | 563 | 416 | 353 |
| Chicago Bears         | 7  | 9  | 0 | 438 | 283 | 346 |
| Detroit Lions         | 5  | 11 | 0 | 313 | 270 | 379 |

| AFC South              |    |    |   |     |     |     |
| Squadra                | V  | S  | P | PCT | PF  | PS  |
| (3) Indianapolis Colts | 12 | 4  | 0 | 750 | 447 | 336 |
| (5) Tennessee Titans   | 12 | 4  | 0 | 750 | 435 | 324 |
| Jacksonville Jaguars   | 5  | 11 | 0 | 313 | 276 | 331 |
| Houston Texans         | 5  | 11 | 0 | 313 | 255 | 380 |

| NFC South             |    |    |   |     |     |     |
| Squadra               | V  | S  | P | PCT | PF  | PS  |
| (3) Carolina Panthers | 11 | 5  | 0 | 688 | 325 | 304 |
| New Orleans Saints    | 8  | 8  | 0 | 500 | 340 | 326 |
| Tampa Bay Buccaneers  | 7  | 9  | 0 | 438 | 301 | 264 |
| Atlanta Falcons       | 5  | 11 | 0 | 313 | 299 | 422 |

| AFC West               |    |    |   |     |     |     |
| Squadra                | V  | S  | P | PCT | PF  | PS  |
| (2) Kansas City Chiefs | 13 | 3  | 0 | 813 | 484 | 332 |
| (6) Denver Broncos     | 10 | 6  | 0 | 625 | 381 | 301 |
| Oakland Raiders        | 4  | 12 | 0 | 250 | 270 | 379 |
| San Diego Chargers     | 4  | 12 | 0 | 250 | 313 | 441 |

| NFC West             |    |    |   |     |     |     |
| Squadra              | V  | S  | P | PCT | PF  | PS  |
| (2) Saint Louis Rams | 12 | 4  | 0 | 750 | 447 | 328 |
| (5) Seattle Seahawks | 10 | 6  | 0 | 625 | 404 | 327 |
| San Francisco 49ers  | 7  | 9  | 0 | 438 | 384 | 337 |
| Arizona Cardinals    | 4  | 12 | 0 | 250 | 225 | 452 |

## Play-off
I play-off iniziarono con il Wild Card Weekend il 3 e 4 gennaio 2004. I Divisional Playoff si giocarono il 10 e 11 gennaio e i Conference Championship Game il 18 gennaio. Il Super Bowl XXXVIII si giocò il 1º febbraio nel Reliant Stadium di Houston.

### Seeding
| Seed | American Football Conference              | National Football Conference             |
| ---- | ----------------------------------------- | ---------------------------------------- |
| 1    | New England Patriots (vincitori AFC East) | Philadelphia Eagles (vincitori NFC East) |
| 2    | Kansas City Chiefs (vincitori AFC West)   | Saint Louis Rams (vincitori NFC West)    |
| 3    | Indianapolis Colts (vincitori AFC South)  | Carolina Panthers (vincitori NFC South)  |
| 4    | Baltimore Ravens (vincitori AFC North)    | Green Bay Packers (vincitori NFC North)  |
| 5    | Tennessee Titans                          | Seattle Seahawks                         |
| 6    | Denver Broncos                            | Dallas Cowboys                           |

### Incontri
| Wild Card Game | Wild Card Game                      | Wild Card Game                      | Wild Card Game                      |    |              | Divisional Play-off            | Divisional Play-off                  | Divisional Play-off            |                                      |                                      | Conference Championship              | Conference Championship | Conference Championship |  |  | Super Bowl XXXVIII | Super Bowl XXXVIII | Super Bowl XXXVIII | Super Bowl XXXVIII | Super Bowl XXXVIII |
|                |                                     |                                     |                                     |    |              |                                |                                      |                                |                                      |                                      |                                      |                         |                         |  |  |                    |                    |                    |                    |                    |
|                | 3 gennaio - Bank of America Stadium | 3 gennaio - Bank of America Stadium | 3 gennaio - Bank of America Stadium |    |              | 10 gennaio - Edward Jones Dome | 10 gennaio - Edward Jones Dome       | 10 gennaio - Edward Jones Dome |                                      |                                      |                                      |                         |                         |  |  |                    |                    |                    |                    |                    |
|                | 3 gennaio - Bank of America Stadium | 3 gennaio - Bank of America Stadium | 3 gennaio - Bank of America Stadium |    |              | 10 gennaio - Edward Jones Dome | 10 gennaio - Edward Jones Dome       | 10 gennaio - Edward Jones Dome |                                      |                                      |                                      |                         |                         |  |  |                    |                    |                    |                    |                    |
|                | 3 gennaio - Bank of America Stadium | 3 gennaio - Bank of America Stadium | 3 gennaio - Bank of America Stadium |    |              | 10 gennaio - Edward Jones Dome | 10 gennaio - Edward Jones Dome       | 10 gennaio - Edward Jones Dome |                                      |                                      |                                      |                         |                         |  |  |                    |                    |                    |                    |                    |
|                | 3 gennaio - Bank of America Stadium | 3 gennaio - Bank of America Stadium | 3 gennaio - Bank of America Stadium |    |              | 10 gennaio - Edward Jones Dome | 10 gennaio - Edward Jones Dome       | 10 gennaio - Edward Jones Dome |                                      |                                      |                                      |                         |                         |  |  |                    |                    |                    |                    |                    |
|                | 6                                   | Dallas                              | 10                                  |    |              | 10 gennaio - Edward Jones Dome | 10 gennaio - Edward Jones Dome       | 10 gennaio - Edward Jones Dome |                                      |                                      |                                      |                         |                         |  |  |                    |                    |                    |                    |                    |
|                | 6                                   | Dallas                              | 10                                  | 3  | Carolina     | 29                             |                                      |                                |                                      |                                      |                                      |                         |                         |  |  |                    |                    |                    |                    |                    |
|                | 3                                   | Carolina                            | 29                                  | 3  | Carolina     | 29                             |                                      |                                | 18 gennaio - Lincoln Financial Field | 18 gennaio - Lincoln Financial Field | 18 gennaio - Lincoln Financial Field |                         |                         |  |  |                    |                    |                    |                    |                    |
|                | 3                                   | Carolina                            | 29                                  | 2  | St. Louis    | 23                             |                                      |                                | 18 gennaio - Lincoln Financial Field | 18 gennaio - Lincoln Financial Field | 18 gennaio - Lincoln Financial Field |                         |                         |  |  |                    |                    |                    |                    |                    |
|                |                                     |                                     |                                     | 2  | St. Louis    | 23                             |                                      |                                | 18 gennaio - Lincoln Financial Field | 18 gennaio - Lincoln Financial Field | 18 gennaio - Lincoln Financial Field |                         |                         |  |  |                    |                    |                    |                    |                    |
|                |                                     |                                     |                                     |    |              |                                |                                      |                                | 18 gennaio - Lincoln Financial Field | 18 gennaio - Lincoln Financial Field | 18 gennaio - Lincoln Financial Field |                         |                         |  |  |                    |                    |                    |                    |                    |
|                | 4 gennaio - Lambeau Field           | 4 gennaio - Lambeau Field           | 4 gennaio - Lambeau Field           | 3  | Carolina     | 14                             |                                      |                                |                                      |                                      |                                      |                         |                         |  |  |                    |                    |                    |                    |                    |
|                | 4 gennaio - Lambeau Field           | 4 gennaio - Lambeau Field           | 4 gennaio - Lambeau Field           | 3  | Carolina     | 14                             | 11 gennaio - Lincoln Financial Field |                                |                                      |                                      |                                      |                         |                         |  |  |                    |                    |                    |                    |                    |
|                | 4 gennaio - Lambeau Field           | 4 gennaio - Lambeau Field           | 4 gennaio - Lambeau Field           |    | 1            | Philadelphia                   | 3                                    |                                |                                      |                                      |                                      |                         |                         |  |  |                    |                    |                    |                    |                    |
|                | 4 gennaio - Lambeau Field           | 4 gennaio - Lambeau Field           | 4 gennaio - Lambeau Field           |    | 1            | Philadelphia                   | 3                                    |                                |                                      |                                      |                                      |                         |                         |  |  |                    |                    |                    |                    |                    |
|                | 5                                   | Seattle                             | 27                                  |    |              |                                |                                      |                                |                                      |                                      |                                      |                         |                         |  |  |                    |                    |                    |                    |                    |
|                | 5                                   | Seattle                             | 27                                  | 4  | Green Bay    | 17                             |                                      |                                |                                      |                                      |                                      |                         |                         |  |  |                    |                    |                    |                    |                    |
|                | 4                                   | Green Bay                           | 33                                  | 4  | Green Bay    | 17                             |                                      |                                | 1º febbraio - Reliant Stadium        | 1º febbraio - Reliant Stadium        | 1º febbraio - Reliant Stadium        |                         |                         |  |  |                    |                    |                    |                    |                    |
|                | 4                                   | Green Bay                           | 33                                  | 1  | Philadelphia | 20                             |                                      |                                | 1º febbraio - Reliant Stadium        | 1º febbraio - Reliant Stadium        | 1º febbraio - Reliant Stadium        |                         |                         |  |  |                    |                    |                    |                    |                    |
|                |                                     |                                     |                                     | 1  | Philadelphia | 20                             |                                      |                                |                                      | 1º febbraio - Reliant Stadium        | 1º febbraio - Reliant Stadium        |                         |                         |  |  |                    |                    |                    |                    |                    |
|                |                                     |                                     |                                     |    |              |                                |                                      |                                |                                      | 1º febbraio - Reliant Stadium        | 1º febbraio - Reliant Stadium        |                         |                         |  |  |                    |                    |                    |                    |                    |
|                | 4 gennaio - RCA Dome                | 4 gennaio - RCA Dome                | 4 gennaio - RCA Dome                | N3 | Carolina     | 29                             |                                      |                                |                                      |                                      |                                      |                         |                         |  |  |                    |                    |                    |                    |                    |
|                | 4 gennaio - RCA Dome                | 4 gennaio - RCA Dome                | 4 gennaio - RCA Dome                | N3 | Carolina     | 29                             | 11 gennaio - Arrowhead Stadium       |                                |                                      |                                      |                                      |                         |                         |  |  |                    |                    |                    |                    |                    |
|                | 4 gennaio - RCA Dome                | 4 gennaio - RCA Dome                | 4 gennaio - RCA Dome                |    | A1           | New England                    | 32                                   |                                |                                      |                                      |                                      |                         |                         |  |  |                    |                    |                    |                    |                    |
|                | 4 gennaio - RCA Dome                | 4 gennaio - RCA Dome                | 4 gennaio - RCA Dome                |    | A1           | New England                    | 32                                   |                                |                                      |                                      |                                      |                         |                         |  |  |                    |                    |                    |                    |                    |
|                | 6                                   | Denver                              | 10                                  |    |              |                                |                                      |                                |                                      |                                      |                                      |                         |                         |  |  |                    |                    |                    |                    |                    |
|                | 6                                   | Denver                              | 10                                  | 3  | Indianapolis | 38                             |                                      |                                |                                      |                                      |                                      |                         |                         |  |  |                    |                    |                    |                    |                    |
|                | 3                                   | Indianapolis                        | 41                                  | 3  | Indianapolis | 38                             |                                      |                                | 18 gennaio - Gillette Stadium        | 18 gennaio - Gillette Stadium        | 18 gennaio - Gillette Stadium        |                         |                         |  |  |                    |                    |                    |                    |                    |
|                | 3                                   | Indianapolis                        | 41                                  | 2  | Kansas City  | 31                             |                                      |                                | 18 gennaio - Gillette Stadium        | 18 gennaio - Gillette Stadium        | 18 gennaio - Gillette Stadium        |                         |                         |  |  |                    |                    |                    |                    |                    |
|                |                                     |                                     |                                     | 2  | Kansas City  | 31                             |                                      |                                | 18 gennaio - Gillette Stadium        | 18 gennaio - Gillette Stadium        | 18 gennaio - Gillette Stadium        |                         |                         |  |  |                    |                    |                    |                    |                    |
|                |                                     |                                     |                                     |    |              |                                |                                      |                                | 18 gennaio - Gillette Stadium        | 18 gennaio - Gillette Stadium        | 18 gennaio - Gillette Stadium        |                         |                         |  |  |                    |                    |                    |                    |                    |
|                | 3 gennaio - M&T Bank Stadium        | 3 gennaio - M&T Bank Stadium        | 3 gennaio - M&T Bank Stadium        | 3  | Indianapolis | 14                             |                                      |                                |                                      |                                      |                                      |                         |                         |  |  |                    |                    |                    |                    |                    |
|                | 3 gennaio - M&T Bank Stadium        | 3 gennaio - M&T Bank Stadium        | 3 gennaio - M&T Bank Stadium        | 3  | Indianapolis | 14                             | 10 gennaio - Gillette Stadium        |                                |                                      |                                      |                                      |                         |                         |  |  |                    |                    |                    |                    |                    |
|                | 3 gennaio - M&T Bank Stadium        | 3 gennaio - M&T Bank Stadium        | 3 gennaio - M&T Bank Stadium        |    | 1            | New England                    | 24                                   |                                |                                      |                                      |                                      |                         |                         |  |  |                    |                    |                    |                    |                    |
|                | 3 gennaio - M&T Bank Stadium        | 3 gennaio - M&T Bank Stadium        | 3 gennaio - M&T Bank Stadium        |    | 1            | New England                    | 24                                   |                                |                                      |                                      |                                      |                         |                         |  |  |                    |                    |                    |                    |                    |
|                | 5                                   | Tennessee                           | 20                                  |    |              |                                |                                      |                                |                                      |                                      |                                      |                         |                         |  |  |                    |                    |                    |                    |                    |
|                | 5                                   | Tennessee                           | 20                                  | 5  | Tennessee    | 14                             |                                      |                                |                                      |                                      |                                      |                         |                         |  |  |                    |                    |                    |                    |                    |
|                | 4                                   | Baltimore                           | 17                                  | 5  | Tennessee    | 14                             |                                      |                                |                                      |                                      |                                      |                         |                         |  |  |                    |                    |                    |                    |                    |
|                | 4                                   | Baltimore                           | 17                                  | 1  | New England  | 17                             |                                      |                                |                                      |                                      |                                      |                         |                         |  |  |                    |                    |                    |                    |                    |

### Vincitore
| Vincitori del Super Bowl XXXVIII New England Patriots 2º titolo |

## Premi individuali
| MVP della NFL                 | Peyton Manning, Quarterback, Indianapolis e Steve McNair, Quarterback, Tennessee Titans |
| Allenatore dell'anno          | Bill Belichick, New England                                                             |
| Giocatore offensivo dell'anno | Jamal Lewis, Running back, Baltimore                                                    |
| Difensore dell'anno           | Ray Lewis, Linebacker, Baltimore                                                        |
| Rookie offensivo dell'anno    | Anquan Boldin, Wide Receiver, Arizona                                                   |
| Rookie difensivo dell'anno    | Terrell Suggs, Linebacker, Baltimore                                                    |
| Comeback Player of the Year   | Jon Kitna, Quarterback, Cincinnati                                                      |